# Großschönau (Dolní Rakousy)
Großschönau je městys v Rakousku ve spolkové zemi Dolní Rakousy v okrese Gmünd. Žije v něm 1235 obyvatel (podle sčítání z roku 2016).

## Poloha
Großschönau leží na severozápadě spolkové země Dolní Rakousy v regionu Waldviertel. Prochází jím silnice B119, která spojuje Weitru a Groß Gerungs a pokračuje až do Amstetten. Jeho rozloha činí 41,95 km², z nichž 37,01 % je zalesněných.

### Členění
Území městyse Großschönau se skládá ze třinácti částí (v závorce uveden počet obyvatel k 1. 1. 2015):
- Engelstein (110)
- Friedreichs (71)
- Großotten (128)
- Großschönau (338)
- Harmannstein (112)
- Hirschenhof (26)
- Mistelbach (66)
- Rothfarn (72)
- Schroffen (58)
- Thaures (89)
- Wachtberg (34)
- Wörnharts (95)
- Zweres (32)

## Správa
Starosta městyse Großschönau je Martin Bruckner. Devatenáctičlenné zastupitelstvo tvoří 16 členů strany ÖVP a 3 členové strany SPÖ.

## Galerie

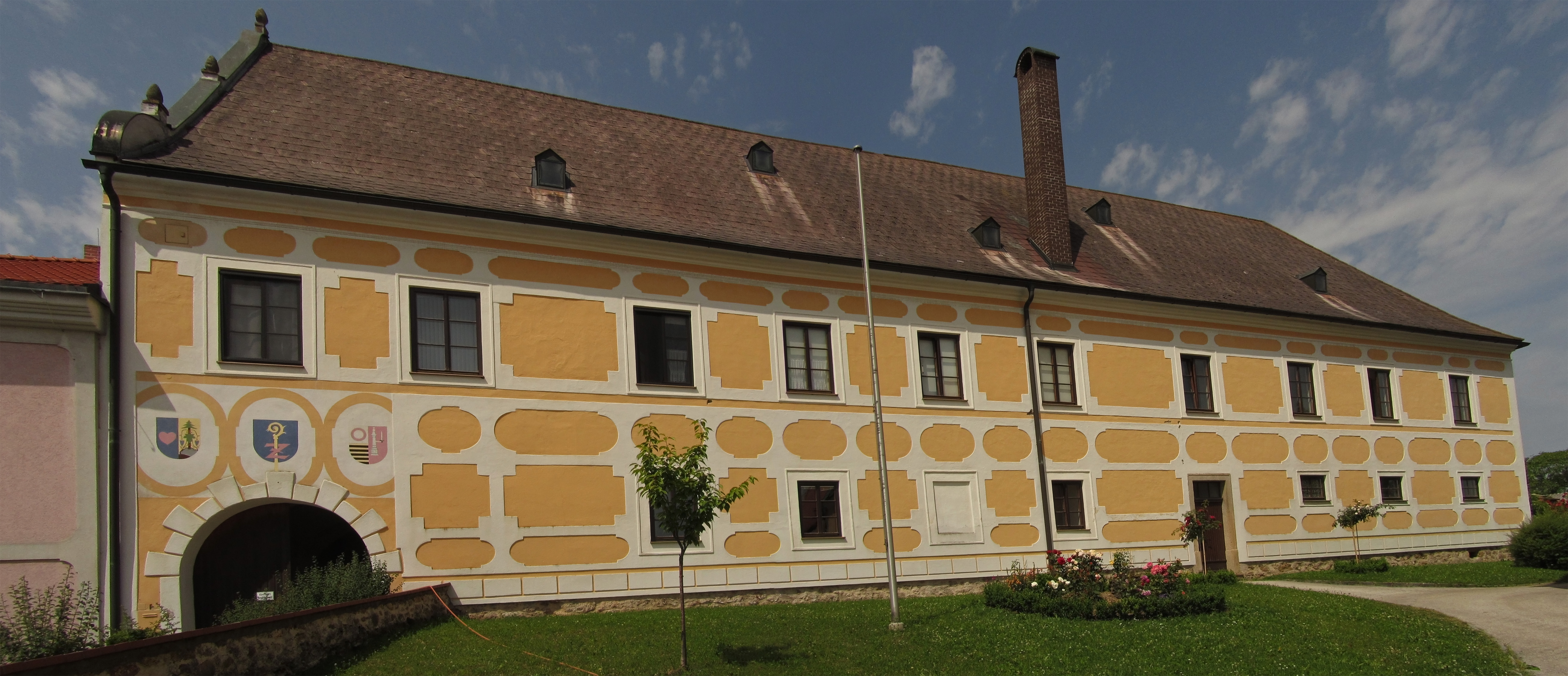
fara v Großschönau
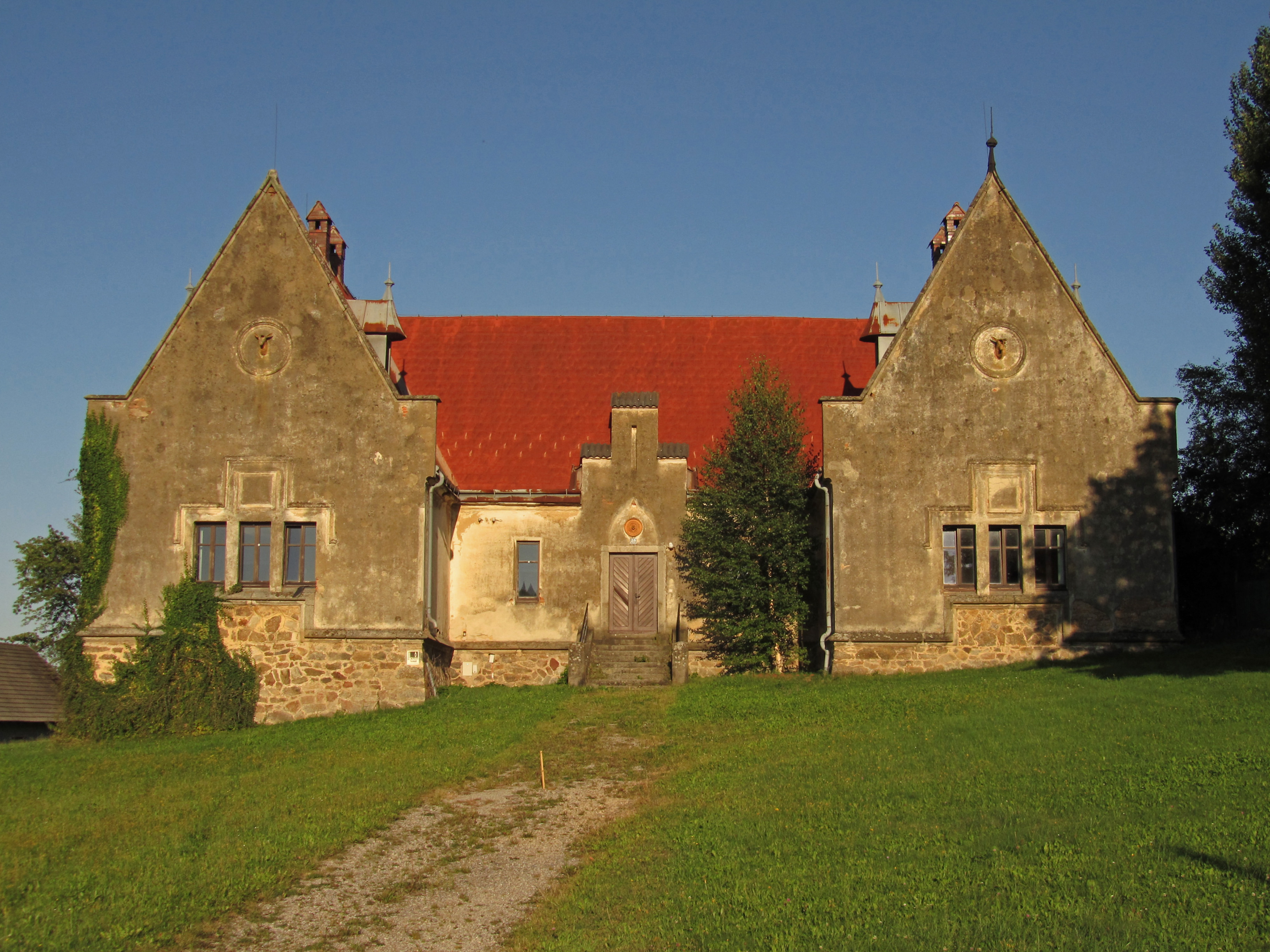
dům v Großschönau